# Stal niskostopowa
Stal niskostopowa – stal, w której obok węgla występują w niewielkich ilościach inne  dodatki stopowe wpływające na jej charakterystyki. Udział pojedynczych  dodatków stopowych nie przekracza 1%. 
Stal niskostopowa jako stal konstrukcyjna niskostopowa używana jest do budowy konstrukcji narażonych na działanie warunków atmosferycznych, takich jak mosty, maszty, wagony kolejowe itp., wszędzie tam gdzie zastosowanie jej jest uzasadnione ekonomicznie. Stosowana jest także do wytwarzania mniej odpowiedzialnych narzędzi, jako stal narzędziowa.
Przykładem stali niskostopowej jest tzw. stal corten mająca następujące składniki stopowe:
- dodatki stopowe
  - węgiel – 0,12%
  - mangan – 0,2% do 0,5%
  - miedź – 0,3% do 0,5%
  - chrom – 0,7% do 1,0%
- zanieczyszczenia
  - krzem – 0,7% do 1,0%
  - fosfor – 0,1% do 0,2%